# Sha’Carri Richardson
Sha’Carri Richardson (* 25. März 2000 in Dallas, Texas) ist eine US-amerikanische Leichtathletin, die sich auf den Sprint spezialisiert hat. 2023 wurde sie Weltmeisterin im 100-Meter-Lauf sowie mit der 4-mal-100-Meter-Staffel. Sie gewann bei den Olympischen Spielen 2024 in Paris die Goldmedaille in der 4-mal-100-Meter-Staffel sowie die Silbermedaille im Wettbewerb über 100 Meter.

## Sportliche Laufbahn
Richardson begann in der dritten Klasse mit der Leichtathletik. 2016 gewann sie für das Leichtathletikteam der Carter High School in Dallas die Bundesstaatsmeisterschaften (State Championships) von Texas über 100 Meter in 11,58 s. Im Folgejahr wiederholte sie diesen Erfolg und siegte auch über 200 Meter. Bei den US-amerikanischen U20-Meisterschaften 2017 platzierte sie sich auf Rang 4 über 100 Meter und holte über 200 Meter Bronze. Ihren ersten internationalen Auftritt hatte Richardson im Juli bei den Panamerikanischen U20-Meisterschaften im peruanischen Trujillo, bei denen sie mit der 4-mal-100-Meter-Staffel Gold gewann. Im November unterzeichnete sie mit einer Bestzeit von 11,28 s als schnellste High-School-Athletin ihres Abschlussjahrgangs bei der Louisiana State University (LSU). In ihrer letzten High-School-Saison lief sie 2018 als erneute Siegerin bei den State Championships windunterstützte 11,12 s über 100 Meter und 23,02 s über 200 Meter (jeweils +3,6 m/s).
Als Athletin der LSU kam Richardson im März 2019 bei den Hallenmeisterschaften der National Collegiate Athletic Association (NCAA) in 7,27 s über 60 Meter auf Rang 7. In der Freiluftsaison blieb sie Ende Mai bei den Qualifikationsrunden (East Preliminary) für die NCAA-Meisterschaften (NCAA Division I Outdoor Track and Field Championships) mit 10,99 s über 100 Meter erstmals regulär unter 11 Sekunden, nachdem sie bereits zwei Monate zuvor bei den Texas Relays windunterstützte 10,91 s (+4,3 m/s) erzielte. Bei den in Austin, Texas ausgetragenen NCAA-Meisterschaften gewann Richardson am 8. Juni in 10,75 s (+1,6 m/s) das 100-Meter-Finale und brach damit den 30 Jahre alten College-Rekord von Dawn Sowell (10,78 s). Außerdem war sie mit dieser Marke schneller als Marlies Göhr bei ihrem U20-Weltrekord, die 1977 unter ihrem Geburtsnamen Oelsner startend 10,88 s lief. In der ewigen Weltbestenliste platzierte sie sich zu diesem Zeitpunkt auf Rang 9. Später am selben Tag lief Richardson über 200 Meter eine Hundertstelsekunde hinter Anglerne Annelus in 22,17 s auf Rang 2 und war damit schneller als Allyson Felix bei ihrem bei den Olympischen Spielen 2004 in Athen erzielten U20-Weltrekord (22,18 s). Daraufhin entschied Richardson sich dazu, ihr College-Team nach nur einer Saison zu verlassen, um eine professionelle Karriere zu verfolgen. Seit 2020 wird Richardson von Dennis Mitchell trainiert.

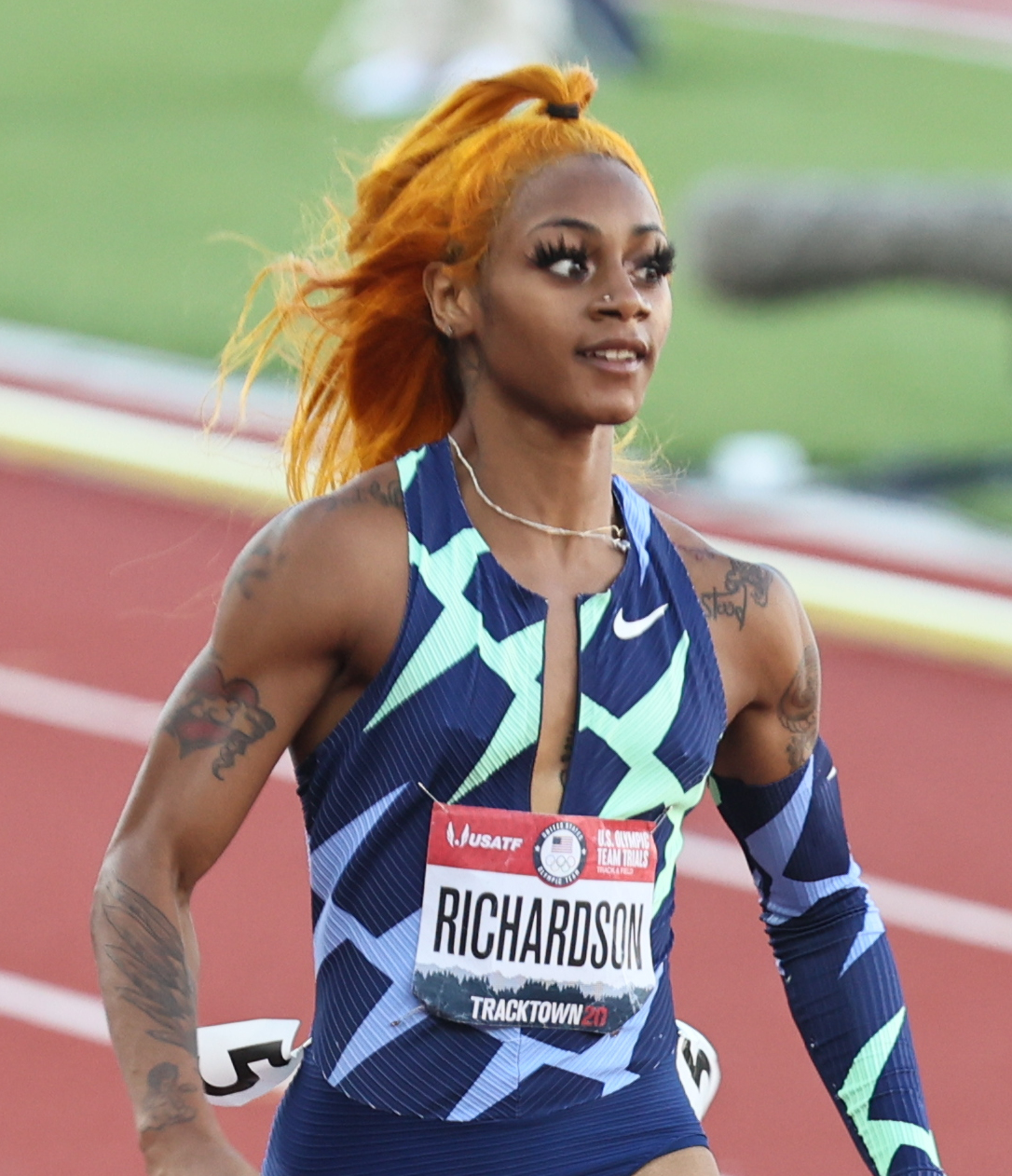
Sha’Carri Richardson in Eugene (2021)

2021 siegte sie beim Miramar Invitational in Miami mit persönlicher Bestzeit und Weltjahresbestleistung von 10,72 s und war damit die sechstschnellste offizielle Zeit einer Frau auf dieser Distanz gelaufen. Bei den U.S. Olympic Trials gewann Richardson über 100 Meter mit einer Zeit von 10,86 s im Finale. Damit qualifizierte sie sich zunächst für die Olympischen Spiele in Tokio. Im Halbfinale benötigte Richardson mit irregulärer Windunterstützung von 2,6 m/s nur 10,64 s für die 100 Meter und lief damit die achtbeste Zeit auf dieser Strecke bei den Frauen. Nach ihrem Sieg bei den Trials wurde Richardson positiv auf THC getestet, was als Verstoß gegen die Anti-Doping-Regeln gilt, weshalb ihr Sieg annulliert und sie für mehr als 30 Tage gesperrt wurde. Die Sperre von Richardson erregte in den USA die Gemüter. Sportartübergreifend meldeten sich mehrere Top-Stars zu Wort und auch der US-Präsident Joe Biden schaltete sich zuerst über seine Sprecherin in die Debatte ein. Am 3. Juli äußerte er, dass „Regeln seien Regeln“, ob diese aber so bleiben müssen, sei eine andere Frage. Sebastian Coe, Präsident des Weltleichtathletikverbandes World Athletics, ließ am 27. Juli verlauten, dass er eine Untersuchung zur Wirksamkeit von Marihuana als Dopingmittel unterstützt. Ihre Sperre dauerte vom 19. Juni 2021 bis zum 27. Juli 2021. USA Track & Field verzichtete auf eine Nominierung und verwehrte ihr damit auch die Möglichkeit, nach Ablauf der Sperre in Tokio in der Staffel anzutreten. Mitte September 2021 gab die Welt-Anti-Doping-Agentur (WADA) nach einer Sitzung des Exekutivkomitees in Istanbul in einer Mitteilung bekannt, dass die Überprüfung des Status von Cannabis auf der Verbotsliste eingeleitet werden soll.
Bei den Weltmeisterschaften 2023 in Budapest gewann Richardson die Goldmedaille im 100-Meter-Lauf sowie mit der 4-mal-100-Meter-Staffel.
Im Oktober 2023 wurde sie als eine von elf Sportlerinnen für die Auszeichnung als Welt-Leichtathletin des Jahres 2023 nominiert.

## Persönliches
Richardson fällt durch ihr extravagantes Auftreten sowie durch ihre bunten Haare und ihre langen Fingernägel auf, die von Florence Griffith-Joyner inspiriert sind.
2021, eine Woche vor Richardsons Qualifikationsrennen für die Olympischen Spiele desselben Jahres, starb ihre Mutter.
2021 gab Richardson bekannt, dass sie eine Freundin hat.

## Bestzeiten
(Stand: 25. August 2023)
Halle
- 60 Meter: 7,20 s, 26. Januar 2019, Razorback Invitational (Fayetteville)
- 200 Meter: 23,08 s, 9. Februar 2019, Tyson Invitational (Fayetteville)

Freiluft
- 100 Meter: 10,65 s (+0,1 m/s), 21. August 2023, (Budapest)
- 200 Meter: 21,92 s (−0,1 m/s), 25. August 2023, (Budapest)
- 4-mal-100-Meter-Staffel: 42,29 s, 8. Juni 2019, NCAA Division I Outdoor Championships (Austin)
- 4-mal-200-Meter-Staffel: 1:31,69 min, 27. März 2021, PVAMU Relays (Prairie View)